# 미야모토촌 (니가타현)
미야모토촌(宮本村)은 니가타현 산토군에 있던 촌이다. 1956년 9월 30일 미야모토촌, 오즈미촌 등 2개 촌이 합병하여 후타와촌이 신설되고 폐지되었다.

## 역사
- 1889년 4월 1일 - 정촌제 시행에 수반해 산토군 미야모토촌이 성립하였다.
- 1956년 9월 30일 - 미야모토촌, 오즈미촌 등 2개 촌이 합병하여 후타와촌이 신설되고, 미야모토촌 등은 폐지되었다.

## 참고 문헌
- 『市町村名変遷辞典』東京堂出版、1990年。